# Olympische Sommerspiele 2000/Synchronschwimmen
Bei den Olympischen Sommerspielen 2000 in Sydney wurden zwei Wettbewerbe im Synchronschwimmen ausgetragen.
Die Wettbewerbe wurden im Aquatic Centre ausgetragen, sowohl im Duett als auch in der Gruppe kamen die Olympiasiegerinnen aus Russland.

## Wettbewerbe und Zeitplan
Legende zum nachfolgend dargestellten Wettkampfprogramm:
|  | Qualifikationswettkämpfe |  | Medaillenentscheidungen |

| Zeitplan der Wettbewerbe | Zeitplan der Wettbewerbe | Zeitplan der Wettbewerbe | Zeitplan der Wettbewerbe | Zeitplan der Wettbewerbe | Zeitplan der Wettbewerbe | Zeitplan der Wettbewerbe | Zeitplan der Wettbewerbe |
| Wettbewerb               | September                | September                | September                | September                | September                | September                | Entscheidungen           |
| Wettbewerb               | 24.                      | 25.                      | 26.                      | 27.                      | 28.                      | 29.                      | Entscheidungen           |
| ------------------------ | ------------------------ | ------------------------ | ------------------------ | ------------------------ | ------------------------ | ------------------------ | ------------------------ |
| Duett                    |                          |                          |                          |                          |                          |                          | 1                        |
| Gruppe                   |                          |                          |                          |                          |                          |                          | 1                        |

## Bilanz

### Medaillenspiegel
| Platz | Land       | Gold | Silber | Bronze | Gesamt |
| ----- | ---------- | ---- | ------ | ------ | ------ |
| 1     | Russland   | 2    | –      | –      | 2      |
| 2     | Japan      | –    | 2      | –      | 2      |
| 3     | Frankreich | –    | –      | 1      | 1      |
| 3     | Kanada     | –    | –      | 1      | 1      |

### Medaillengewinner
| Konkurrenz | Gold                                | Silber                       | Bronze                          |
| ---------- | ----------------------------------- | ---------------------------- | ------------------------------- |
| Duett      | Olga Brusnikina & Marija Kisseljowa | Miya Tachibana & Miho Takeda | Virginie Dedieu & Myriam Lignot |
| Gruppe     | Russland                            | Japan                        | Kanada                          |

## Ergebnisse

### Duett
| Platz | Land | Athletinnen                         | Punkte |
| ----- | ---- | ----------------------------------- | ------ |
| 1     | RUS  | Olga Brusnikina Maria Kisseljowa    | 99,580 |
| 2     | JPN  | Miya Tachibana Miho Takeda          | 98,650 |
| 3     | FRA  | Virginie Dedieu Myriam Lignot       | 97,437 |
| 4     | USA  | Anna Kozlova Tuesday Middaugh       | 96,990 |
| 5     | CAN  | Claire Carver-Dias Fanny Létourneau | 95,974 |
| 6     | ITA  | Maurizia Cecconi Alessia Lucchini   | 95,387 |
| 7     | CHN  | Li Min Li Yuanyuan                  | 94,784 |
| 8     | ESP  | Gemma Mengual Paola Tirados         | 94,520 |

Finale: 26. September 2000, 14:00 Uhr Ortszeit (6:00 Uhr MEZ)

### Gruppe
| Platz | Land | Athletinnen | Punkte |
| ----- | ---- | --- | ------ |
| 1     | RUS  | Jelena Asarowa Olga Brusnikina Maria Kisseljowa Olga Nowokschtschenowa Irina Perschina Jelena Soja Julia Wassiljewa Olga Wassjukowa Jelena Antonowa | 99,146 |
| 2     | JPN  | Ayano Egami Raika Fujii Yōko Isoda Rei Jimbo Miya Tachibana Miho Takeda Juri Tatsumi Yōko Yoneda Yūko Yoneda                                        | 98,860 |
| 3     | CAN  | Lyne Beaumont Claire Carver-Dias Erin Chan Catherine Garceau Fanny Létourneau Kirstin Normand Jacinthe Taillon Reidun Tatham                        | 97,357 |
| 4     | FRA  | Cinthia Bouhier Virginie Dedieu Charlotte Fabre Myriam Glez Rachel Le Bozec Myriam Lignot Charlotte Massardier Magali Rathier                       | 96,467 |
| 5     | USA  | Carrie Barton Tammy Cleland Anna Kozlova Kristina Lum Elicia Marshall Tuesday Middaugh Heather Pease Kim Wurzel                                     | 96,104 |
| 6     | ITA  | Giada Ballan Serena Bianchi Mara Brunetti Chiara Cassin Maurizia Cecconi Alice Dominici Alessia Lucchini Clara Porchetto                            | 95,177 |
| 7     | CHN  | Hou Yingli Jin Na Li Min Li Rouping Li Yuanyuan Wang Fang Xia Ye Zhang Xiaohuan                                                                     | 94,593 |
| 8     | AUS  | Tracey Davis Kelly Geraghty Amanda Laird Dannielle Liesch Katrina Orpwood Rachel Ren Cathryn Wightman Naomi Young                                   | 89,493 |

Finale: 29. September 2000, 16:30 Uhr Ortszeit (8:30 Uhr MEZ)